# Gościencin
Gościencin – wieś sołecka w Polsce położona w województwie świętokrzyskim, w powiecie włoszczowskim, w gminie Włoszczowa.
W latach 1975–1998 miejscowość administracyjnie należała do województwa kieleckiego.
Znajduje się tu kaplica pod wezwaniem Matki Boskiej Częstochowskiej, wybudowana dzięki inicjatywie proboszcza parafii – Daniela Wojciechowskiego i okolicznych mieszkańców. Jest tu także niedziałający młyn wodny.

Gościencin leży nad rzeką Zwleczą wpływającą nieopodal do Pilicy. Obok drogi Włoszczowa – Radomsko znajduje się figura z 1910 roku z napisem:

Boże błogosław mieszkańcom wsi Gościencin

.

## Części wsi
| SIMC    | Nazwa        | Rodzaj     |
| ------- | ------------ | ---------- |
| 0277902 | Bór          | część wsi  |
| 0277931 | Dronowe Niwy | przysiółek |
| 0277919 | Młyn         | część wsi  |
| 0277925 | Pękowiec     | przysiółek |
| 0277948 | Zwlecza      | przysiółek |

## Historia
Wieś wspomniana w dokumentach wizytacyjnych kościelnych w roku 1345 jako Gosczanczyno.
W 1827 r. spisany pod nazwą Gościencin było tu 27 domów i 192 mieszkańców
W roku 1881 Gościęcin był wsią rządowa w pobliżu Pilicy w powiecie włoszczowskim, gminie i parafii Kurzelów.
W roku 1540 Gościęcin wraz ze wsiami: Denków, Konieczno Motyczno, Międzylesie, Komparzów, Modrzewie oraz Kurzelów (jako siedziba klucza) należał do dóbr stołowych arcybiskupa gnieźnieńskiego